# San Juan Culhuacán
El Barrio de San Juan Culhuacán, se localiza entre avenida Taxqueña y la Escuela Naval Militar, colinda con los Barrios de La Magdalena y Santa Ana al igual que con la Colonia Paseos de Taxqueña, en la delegación de Coyoacán, Ciudad de México, México.

## Festividades
La Fiesta Patronal del Barrio se Celebra en el mes de junio, el día 23 por la noche se dan mañanitas en la capilla, el 24 los mayordomos se encargan de organizar una gran celebración en la que hay, comida, baile, juegos pirotécnicos y al igual que en  los demás barrios la fiesta principal se deja para el siguiente domingo y a los 8 días se realiza la Fiesta de Octava.
En la Fiesta Patronal de San Juan podemos encontrar Juegos mecánicos, puestos de comida, y a diferencia de los demás barrios no se quema castillo, sino que el dinero recaudado se utiliza para quemar los Tradicionales toritos.
- Datos: Q6119103